# Rivière la Pêche Sud
Pour les articles homonymes, voir Rivière la Pêche.
La rivière la Pêche Sud est un affluent de la rivière la Pêche, coulant au nord de la rivière des Outaouais, dans la municipalité de Pontiac et La Pêche, dans la municipalité régionale de comté (MRC) de Les Collines-de-l'Outaouais, dans la région administrative de la Outaouais, au Québec, au Canada.
La partie supérieure de ce cours d’eau coule dans une vallée en zone forestière (et marécageuse, par segment) ; puis un mélange de zone agricole et forestière pour la partie inférieure.
La surface de la rivière la Pêche Sud est généralement gelée de la mi-décembre jusqu’à la fin mars. La foresterie et l’agriculture constituent les principales activités économiques de ce bassin versant. Le cours de la rivière est surtout accessible par le chemin d’Eardley.

## Géographie
La rivière la Pêche Sud prend sa source à l’embouchure du lac Ben (longueur : 0,5 km ; altitude : 249 m), dans la municipalité de Pontiac, dans le Parc de la Gatineau.
L’embouchure du lac Ben est située à 2,8 km à l'est du lac la Pêche, à 15,3 km à l'ouest du centre du village de Fort-Coulonge, à 8,0 km au nord de la rivière des Outaouais et à 5,7 km au sud-est de la confluence de la rivière la Pêche Sud.
À partir de l’embouchure du lac Ben (située au sud-est du lac), la rivière la Pêche Sud coule sur 11,2 km, selon les segments suivants :
- 2,4 km vers le sud-est, en traversant une zone de marais (altitude : 264 m) sur 0,8 km en fin de segment jusqu’à son embouchure ;
- 1,2 km vers l’est, jusqu’à la limite de la municipalité de La Pêche ;
- 1,0 km vers le nord dans la municipalité de La Pêche, en recueillant les eaux de la décharge (venant de l’est) des lacs Kidder, Ramsay et Blind, en traversant le lac Hawley (longueur : 0,4 km ; altitude : 230 m en fin de segment ;
- 3,6 km vers le nord, en formant une courbe vers l’est, jusqu’à la décharge (venant de l'ouest) du lac Leblanc ;
- 1,0 km vers le nord en quittant le Parc de la Gatineau, jusqu’au ruisseau Gervais (venant du nord) lequel draine le lac Bélair ;
- 2,0 km vers le nord-est, jusqu’à la confluence de la rivière[2].

La rivière la Pêche Sud se déverse sur la rive sud-ouest de la rivière la Pêche du côté ouest du hameau Saint-François-de-Masham. À partir de là, la rivière la Pêche coule vers l'est pour aller se déverser sur la rive ouest de la rivière Gatineau, laquelle coule à son tour vers le sud-est pour aller se déverser dans la rivière Outaouais. Cette confluence de la rivière la Pêche Sud est située à :
- 3,0 km à l'ouest du centre du village de Sainte-Cécile-de-Masham ;
- 15,2 km au nord de la rivière des Outaouais ;
- 11,1 km à l'ouest de la confluence de la rivière la Pêche.

## Toponymie
Le toponyme rivière la Pêche Sud a été officialisé le 24 décembre 1976 à la Commission de toponymie du Québec.